# Lyngseidet
Lyngseidet (nordsamisk: Ivgumuotki, kvensk: Yykeänmuotka) er en by der er administrationscenter i Lyngen kommune i Troms og Finnmark fylke i Norge.
Byen har 	806 indbyggere (2012), og ligger på vestsiden af fjorden Lyngen. Lyngseidet er også en landtange mellem fjorden Lyngen og fjordarmen Kjosen i Ullsfjorden. Tangen er tre kilometer bredt

## Stedet
Ud over kommunale kontorer og dagligvarebutikker har Lyngseidet blandt andet børne- og ungdomsskole, børnehave, alderdomshjem, bibliotek og helsecenter.
På Lyngseidet ligger Lyngen kirke fra 1770-tallet. En kilometer syd for Lyngseidet ligger Solhov folkehøjskole. Bygningen blev opført i 1924 og er Nord-Norges største træbygning. Folkehøjskolen blev nedlagt i 1987, men bygningen bruges mens Eidebakken børne- og ungdomsskole på Lyngseidet renoveres.
Fra Lyngseidet går riksvei 91 mod nordvest mod Svensby ved Ullsfjorden. Riksvei 868 går mod syd til Oteren i Storfjord. Der går også fylkesvei mod nord til Årøybukt og Koppangen. Over fjorden Lyngen går færge (del af riksvei 91) til Olderdalen i Kåfjord. Lige ved færgelejet står skulpturen Gollis, en 9,4 meter høj julenisse i plast.
3. september 2010 var der et kviklerskred ved Lyngseidet. En person blev reddet ud af et hus som flød på fjorden.